# Робърт Бърнс Удуърд
 Робърт Бърнс Удуърд (на английски: Robert Burns Woodward) е американски химик органик, смятан от мнозина за най-великия органичен химик на ХХ век. Той прави много ключови приноси за съвременната органична химия, особено в синтеза и определянето на структурата на сложни природни продукти, като работи в тясно сътрудничество с Роалд Хофман при теоретичните изследвания на химични реакции. Удостоен с Нобелова награда за химия през 1965 година.

## Биография
Роден е на 10 април 1917 година в Бостън, Масачузетс, САЩ. От 1933 г. учи в Масачузетския технологичен институт в Кеймбридж (Масачузетс) и се дипломира през 1937 г. с докторска степен. След това работи за кратко в Университета на Илинойс. Същата година се премества в Харвардския университет, първо като кандидат на науките сътрудник и асистент от 1944 г. През 1950 г. става професор и остава там до смъртта си. От 1963 г. той е ръководи, финансиран от Ciba-Geigy AG Удуърд, Изследователски институт в Базел, Швейцария.
За научната си работа е отличен с многобройни почетни докторски степени, почетни членства и награди, включително и Нобелова награда за химия през 1965, а през 1978 г. с медал Копли на Кралското научно общество.
Умира на 8 юли 1979 година в Кеймбридж, Масачузетс.

## Научни приноси
Удуърд е първият химик приложил системни физични методи, като UV и IR спектроскопия за изясняване на структурата на органичните съединения. Друго значително постижение е прилагането на теорията на електрони в реакционни механизми за решаване на структурни и синтетични проблеми.
През 1965 г. той е удостоен с Нобелова награда за химия за работата си върху синтеза на естествени продукти. Наред с другите неща, той изследва и развива синтеза на хинин, холестерол, кортизон, стрихнин, лизергиновата киселина, резерпин, хлорофил и колхицин, както и витамин В12 заедно с Алберт Ешенмозер в годините от 1960 до 1972.
През 1965 г. сътрудничи с колегата си Роалд Хофман и формулират правилата на Удуърд-Хофман, които обясняват стереохимията на продуктите на някои органични реакции. За тази работа, Хофман получава Нобелова награда за химия през 1981 г. Удуърд е един от най-важните химиците на ХХ век. Той също така става член на Германската академия на природните науки Леополдина.